# Myxidium melanostomi
Myxidium melanostomi is een microscopische parasiet uit de familie Myxidiidae. Myxidium melanostomi werd in 1970 beschreven door Naidenova. 